# Psimolofu
Psimolofu (en griego: Ψιμολόφου) es un pueblo situado a unos 16 km de Nicosia en el Distrito del mismo nombre en Chipre, en el camino al histórico Monasterio Machairas.
Psimolofou descansa a una altitud de 340 metros sobre el nivel del mar, está rodeado por una serie de colinas perfectamente planas y está a sólo 500 metros del río Padiaos.

## Historia
Su nombre tiene su origen en una pequeña colina cercana que se asemeja a un pan (griego: ψωμί). Sin embargo, es más probable que el nombre proceda de otra colina cercana llamada "opsimos lophos" (griego: ψηλός λόφος) que significa "un buen cerro sobre el que plantar."
El pueblo se remonta al siglo XII d.E. durante el período de la Casa de Lusignan, tiempo durante el cual fue un feudo y una granja. El casco antiguo en el centro cuenta con calles estrechas y casas muy antiguas hechas de bloques de tierra y heno llamados "plynths" (griego: Πλύνθοι)
La iglesia de Psimolofou está dedicada a Panayia Katholoki y fue construida en el siglo XIX sobre las ruinas de una antigua iglesia que fue destruida por el fuego. Está muy bien decorada con pinturas murales. Dos de ellas pertenecientes al edificio anterior y el resto de fechas más recientes. Hay otras dos iglesias, una en ruinas de época medieval y otra moderna construida a finales del siglo XX.
Aunque era una aldea mixta hasta 1958, la población grecochipriota era predominante.

## Población y economía

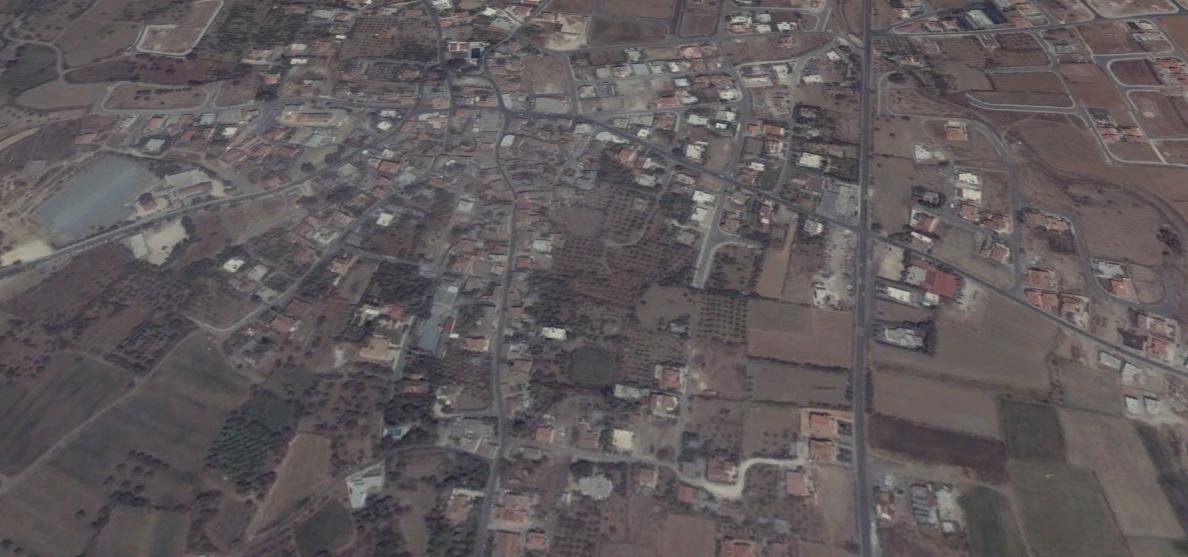
Vista aérea de la población

Tiene aproximadamente 2.000 residentes y ha estado creciendo constantemente desde el siglo XIX como muestran los censos. Hasta la década de 1970, la mayoría de los habitantes estaban dedicados a la agricultura, el cultivo de frutas y verduras. Hoy en día, muy pocos habitantes siguen siendo agricultores, la mayoría de ellos ahora tienen trabajo o negocios en Nicosia.
Está en una zona residencial en rápida expansión muy cerca de la capital pero con un clima más frío, especialmente en el verano, con solo viviendas unifamiliares y algunas semi. Tiene escuelas primarias y secundarias públicas.